# Câu lạc bộ Roma
Câu lạc bộ Rome là một think tank toàn cầu nhằm giải quyết nhiều vấn đề chính trị quốc tế.
Được thành lập năm 1968 tại nhà của David Rockefeller ở Bellagio, Ý, Câu lạc bộ Rome tự mô tả là "một nhóm công dân thế giới, chia sẻ mối quan tâm chung về tương lai của nhân loại". Câu lạc bộ gồm những nhà cựu và đương kim lãnh đạo quốc gia, các quan chức Liên Hợp Quốc, các chính trị gia cấp cao, các quan chức chính phủ, các nhà ngoại giao, các nhà khoa học, các nhà kinh tế học và những nhà lãnh đạo kinh doanh trên toàn cầu.
Câu lạc bộ đã lôi kéo sự chú ý đáng kể của công chúng năm 1972 với bản báo cáo The Limits to Growth (Những giới hạn để Tăng trưởng). Câu lạc bộ nói rằng nhiệm vụ của mình là "hành động như một chất xúc tác cho sự thay đổi toàn cầu thông qua việc xác định và phân tích những vấn đề cốt yếu đối với con người và việc truyền thông các vấn đề như vậy cho các người làm quyết định trong lãnh vực công và tư quan trọng nhất cũng như cho đại chúng". Từ ngày 1.7.2008, Câu lạc bộ đặt trụ sở chính ở Winterthur, Thụy Sĩ.
Năm 1973, Câu lạc bộ Rome đã được trao Giải Hòa bình của ngành kinh doanh sách Đức.

## Lịch sử hình thành
Câu lạc bộ Rome được thành lập trong tháng 4 năm 1968 bởi Aurelio Peccei, một kỹ nghệ gia người Ý, và Alexander King, nhà khoa học Scotland. Câu lạc bộ được hình thành trong lúc một nhóm nhỏ nhân vật quốc tế thuộc các lãnh vực học viện, xã hội dân sự, ngoại giao và công nghiệp, họp mặt ở một biệt thự của David Rockefeller tại Roma, Ý, nên có tên như vậy.
Hasan Özbekhan, Erich Jantsch và Alexander Christakis chịu trách nhiệm việc khái niệm hóa bản cáo bạch ban đầu của Câu lạc bộ Rome có tên là "Tình trạng khó khăn của Nhân Loại".
Bản báo cáo Limits to Growth của Câu lạc bộ, đã bán được 12 triệu bản gồm trên 30 bản dịch, là một tác phẩm về môi trường bán chạy nhất trong lịch sử thế giới. Được xuất bản năm 1972 và được giới thiệu lần đầu tại Hội nghị chuyên đề hàng năm về Quản lý của "Ủy ban Sinh viên thế giới" (International Students' Committee) ở St. Gallen, Thụy Sĩ, bản báo cáo dự đoán là tăng trưởng kinh tế không thể tiếp tục vô thời hạn vì nguồn tài nguyên thiên nhiên bị hạn chế, đặc biệt là dầu. Cuộc khủng hoảng dầu 1973 làm tăng mối quan tâm của công chúng về vấn đề này. Tuy nhiên, ngay cả trước khi báo cáo "Limits to Growth" được công bố, Eduard Pestel và Mihajlo Mesarovic của Đại học Case Western Reserve (Hoa Kỳ) đã bắt đầu làm việc trên một mô hình phức tạp hơn (nó phân biệt 10 khu vực thế giới và liên quan đến 200.000 phương trình so với 1.000 trong mô hình Meadows). Việc nghiên cứu có sự hỗ trợ của Câu lạc bộ Rome và việc xuất bản cuối cùng, Mankind at the Turning Point (Nhân loại ở bước ngoặt) đã được chấp nhận là báo cáo chính thức thứ hai của Câu lạc bộ Rome vào năm 1974. Ngoài việc đưa ra một sự phân chia khu vực tinh tế hơn, Pestel và Mesarovic đã thành công trong việc hợp nhất các dữ liệu kỹ thuật cũng như xã hội. Bản báo cáo thứ hai xem xét lại các dự đoán của bản báo cáo "Limits to Growth" ban đầu và đã đưa ra một dự đoán lạc quan hơn cho tương lai của môi trường, lưu ý rằng nhiều yếu tố nằm trong vòng kiểm soát của con người và do đó thảm họa môi trường và kinh tế có thể ngăn ngừa hoặc tránh được, do đó có tên như vậy.
Năm 1993, Câu lạc bộ xuất bản "The First Global Revolution" (Cuộc Cách mạng toàn cầu thứ nhất). Theo sách này, các dân tộc bị phân chia đòi phải có những kẻ thù chung để hợp nhất họ, "đó là một thực tế hoặc một ai đó đã bịa ra cho mục đích này". Do sự thiếu vắng thình lình của những kẻ thù truyền thống, nên "những kẻ thù mới phải được nhận dạng". "Trong việc tìm kiếm một kẻ thù mới để hợp nhất chúng ta, chúng tôi đã đưa ra ý tưởng là sự ô nhiễm, mối đe dọa của sự nóng lên toàn cầu, tình trạng thiếu nước, nạn đói và các loại tương tự sẽ phù hợp với dự luật.... Tất cả những mối nguy hiểm này là do sự can thiệp của con người gây ra, và nó chỉ có thể được khắc phục thông qua những thay đổi thái độ và hành vi của con người. Các kẻ thù thực sự do đó, chính là loài người".

## Tổ chức
Theo trang web của Câu lạc bộ, các thành viên của Câu lạc bộ Rome gồm những "nhà khoa học, nhà kinh tế học, nhà kinh doanh, viên chức cấp cao quốc tế, các nhà đương kim và cựu lãnh đạo quốc gia trên mọi châu lục tin chắc rằng tương lai của nhân loại không được quyết định một lần và cho tất cả mọi người và rằng mỗi con người có thể đóng góp vào việc cải thiện xã hội của chúng ta".
Từ tháng 8 năm 2008, Câu lạc bộ có 2 đồng chủ tịch: Ts. Ashok Khosla người Ấn Độ và Ts. Eberhard von Koerber người Đức, và 2 phó chủ tịch: giáo sư Heitor Gurgulino de Souza người Brasil và Ts. Anders Wijkman người Thụy Điển. Tổng thư ký là Martin Lees người Scotland. Từ ngày 1.1.2008 ông ta nắm trách nhiệm điều hành hoạt động hàng ngày của Câu lạc bộ ở trụ sở chính tại Winterthur, Zürich, Thụy Sĩ. Các thành viên hoạt động khác có: Benjamin Bassin, nữ hoàng Beatrix của Hà Lan, Juan Luis Cebrian, Orio Giarini, Talat Halman, Fernando Henrique Cardoso, Javier Solana, Mugur Isărescu, Kamal Hossain, Esko Kalimo, Ashok Khosla, Martin Lees, Roberto Peccei, Maria Ramirez Ribes, Victor A. Sadovnichy, Keith Suter, Majid Tehranian, Raoul Weiler, và Mikhail Sergeyevich Gorbachyov.
Cuộc họp thường niên năm 2005 diễn ra tại Norfolk, Virginia, ở Đại học Old Dominion. Đây là cuộc họp đầu tiên với các thành viên của "think tank" trẻ tt30.

## Các hiệp hội quốc gia
Có các Hiệp hội Câu lạc bộ Rome quốc gia ở nhiều nước, trong đó có nhiều nước châu Âu, Hoa Kỳ, Canada, Mexico, Brasil, Puerto Rico, Venezuela, và các nước châu Á. Các Hiệp hội này phân tích những vấn đề quốc gia theo các nhân tố tương tự và đưa ra lời tư vấn cho những người làm quyết định.

## Các hoạt động hiện nay
Năm 2009, Câu lạc bộ đã lập ra chương trình dự án 3 năm về "Một đường lối mới cho việc phát triển thế giới" (A New Path for World Development). Trong tờ bướm mô tả dự án, nói là "Các vấn đề toàn cầu từng là trọng tâm của Bản báo cáo "Limits to Growth" năm 1972, ngày nay thậm chí còn nghiêm trọng và cấp bách hơn". Dự án có 5 đề tài về các lãnh vực: Môi trường và Tài nguyên, Toàn cầu hóa, Phát triển quốc tế, Chuyển đổi xã hội, Hòa bình và An ninh.

## Thành viên nổi tiếng
- Hans-Peter Dürr
- Mikhail Sergeyevich Gorbachyov
- Mugur Isărescu
- Erich Jantsch, tác giả của Technological Forecasting (†)
- Derrick de Kerckhove
- Alexander King (†)
- Max Kohnstamm (Hà Lan), cựu tổng thư ký của Cộng đồng Than Thép châu Âu(†)
- David Korten
- Dennis Meadows
- Donella Meadows
- Mihajlo D. Mesarovic
- George P. Mitchell
- Aurelio Peccei (†)
- Jean Saint-Geours, thuộc Bộ Tài chính Paris
- Hugo Thiemann, Giám đốc Battelle Memorial Institute ở Genève
- Pierre Elliott Trudeau (†)
- Robert Uffen (†)
- Frederic Vester (†)
- Ivo Slaus

## Các nghiên cứu đã xuất bản
- The Limits To Growth, Dennis L. Meadows et al., 1972
- Mankind At The Turning Point, M. Mesarovic and Eduard Pestel, 1974
- Rio Report: Reshaping The International Order, Jan Tinbergen et. al., 1976
- Goals For Mankind, Ervin László et al., 1977
- Beyond The Age Of Waste, Dennis Gabor et al., 1978
- Energy: The Countdown, Thierry de Montbrial, 1978
- No Limits To Learning, J. Botkin, M. Elmandjra, M. Malitza, 1978
- Tiers-Monde, Trois Quarts Du Monde, Maurice Guernier, 1980
- Dialogue On Wealth And Welfare – An Alternative View Of World Capital Formation, Orio Giarini, 1980
- Road Maps To The Future. Towards More Effective Societies, Rohdan Hawrylyshyn, 1980
- L'Imperatif De Cooperation Nord-Sud, La Synergie Des Mondes, Jean Saint-Geours, 1981
- Microelectronics And Society: For Better And For Worse, A. Schaff & G. Friedrichs, 1982
- The Future Of The Oceans, Elisabeth Mann Borgese, 1986
- Le Tiers Monde Peut Se Nourrir, René Lenoir, 1984
- The Barefoot Revolution, Bertrand Schneider, 1988
- Beyond The Limits To Growth, Eduard Pestel, 1989
- The Limits to Certainty, Orio Giarini & Walter R. Stahel, 1989/93
- Africa Beyond Famine, Aklilu Lemma & Pentti Malaska, 1989
- The First Global Revolution, Alexander King & Bertrand Schneider, 1991
- The Capacity To Govern, Yehezkel Dror, 1994 & 2001
- The Scandal And The Shame: Poverty And Underdevelopment, Bertrand Schneider, 1995
- Taking Nature Into Account: Towards A Sustainable National Income, Wouter van Dieren, 1995, ISBN 978-0-387-94533-0
- Faktor vier. Doppelter Wohlstand - halbierter Naturverbrauch, Ernst Ulrich von Weizsäcker et al., 1995/96/97, ISBN 3-426-26877-9
- The Limits Of Social Cohesion: Conflict And Understanding In A Pluralistic Society, Peter L. Berger, 1997; dt. als: Die Grenzen der Gemeinschaft. Konflikt und Vermittlung in pluralistischen Gesellschaften. ISBN 3-89204-818-5
- Wie wir arbeiten werden, Orio Giarini & Patrick Liedtke, 1998
- The Oceanic Circle: Governing The Seas As A Global Resource, Elisabeth Mann Borgese, 1998
- Im Netz: Die hypnotisierte Gesellschaft, Juan Luis Cebrian, 1999
- Menschlichkeit gewinnt, Reinhard Mohn, 2000, ISBN 3-89204-482-1
- Die Kunst, vernetzt zu denken, Frederic Vester, 2002
- The Double Helix Of Learning And Work, Orio Giarini / Mircea Malitza, 2003
- Grenzen der Privatisierung: wann ist des Guten zu viel?, Ernst Ulrich von Weizsäcker et al., 2005/06, ISBN 3-7776-1444-0
- The Population Blow Up and After, Sergey P. Kapitza, 2006, Bericht an den Club of Rome und die Global Marshall Plan Initiative